# Primera fila: Thalía
Primera fila: Thalía es el primer álbum en vivo de la cantante mexicana Thalía, publicado el 1 de diciembre de 2009 a través de la compañía discográfica Sony Music Latin. Los productores fueron Áureo Baqueiro y Tommy Mottola. El material fue grabado en el Bank United Center de la Universidad de Miami (Florida) en julio del mismo año ante una audiencia de trescientos invitados.
Es el primer material que la cantante publicó con el sello discográfico Sony Music, luego de su separación con la multinacional EMI en 2008. Musicalmente, el álbum mezcla el pop latino y folk con elementos de música acústica. Con esta producción, Thalía versionó algunas canciones de otros intérpretes tales como Juan Luis Guerra, Ricardo Arjona y Roberto Carlos entre otros; también realizó dos colaboraciones, con el mexicano Joan Sebastian y el puertorriqueño Pedro Capó en los temas Con la duda y Estoy enamorado, respectivamente. De las trece canciones del álbum se publicaron cuatro sencillos entre 2009 y 2010: Equivocada, Qué será de ti (Como vai você), Enséñame a vivir y Estoy enamorado. Para promocionar el disco, Thalía realizó presentaciones en diferentes medios de comunicación de México, Argentina, Estados Unidos y España.
Tras su lanzamiento, Primera fila recibió reseñas positivas de los críticos y representó el «gran regreso de Thalía». Ha sido certificado por la Asociación Mexicana de Productores de Fonogramas y Videogramas (AMPROFON) con disco de Diamante aunado a otros tres de Platino al sobrepasar el medio millón de ejemplares vendidos en territorio mexicano. También ha recibido varios discos de Oro y Platino en otros países del continente americano. Asimismo, obtuvo varios premios y nominaciones entre los que se destaca el Premio Nacional a la Música Grabada de México, como la solista femenina de música pop del año 2010. Ese mismo año, tanto en México como en el resto del mundo, Thalía se convirtió en el músico mexicano de mayores ventas de música pop latino, ya que la producción había vendido cerca de 700,000 de unidades. Tras cumplir un año en el mercado, Thalía y Sony Music publicaron una reedición bajo el título de Primera fila... Un año después del que se lanzó como sencillo Con la duda en colaboración con Joan Sebastian. Primera fila ha comercializado alrededor de 3.5 millones de copias en el mundo.

## Antecedentes
En 2008, Thalía publicó con EMI su décimo álbum de estudio bajo el título de Lunada y con tan solo 2000 000 mil copias distribuidas, se convirtió en el álbum menos vendido de su carrera, por lo que se le consideró un fracaso, inclusive por la propia Thalía. Según la intérprete, fueron muchos factores que determinaron este declive comercial, entre ellos porque padecía la enfermedad de Lyme durante ese período, por lo que tuvo que guardar varias semanas de reposo tras un largo y fuerte tratamiento con antibióticos. Otro de los factores que mencionó, fue que la compañía disquera no promocionó el álbum como «debía de ser» y además de que recién se estrenaba como mamá. Como consecuencia de esto, Thalía finalmente cerró su contrato con EMI luego de meses de negociaciones entre sus abogados y la disquera. De hecho, esto resultó notable puesto que periódicos de su país natal como El Universal, comentaron que la cantante estaba cerca de un semi-retiro en la música.
Durante ese lapso en que la intérprete era una artista sin ninguna afiliación con una compañía disquera, se había desarrollado únicamente en actividades empresariales y en la conducción de su programa de 2009, Las Aventuras de Eebee y Thalía en V-me Network. Asimismo, se había rumorado que grabaría un álbum en inglés y haría una colaboración con el británico Robbie Williams, además de firmar en Casablanca Records, compañía de su esposo Tommy Mottola. Finalmente, en julio de 2009, se dio a conocer que Thalía grabaría un álbum en formato acústico a través de Sony Music Entertainment.

## Desarrollo
Tras firmar un contrato millonario con la multinacional Sony Music, inmediatamente diferentes medios de comunicación informaron que la cantante iniciaría las grabaciones de su álbum acústico el 29 y 30 de julio de 2009 en la ciudad de Miami. La intérprete por su parte, informó en diferentes ocasiones a través de su cuenta en Twitter que había estado tomando clases de canto para su preparación en este material. Meses más tarde de su lanzamiento, durante una entrevista en 2010, Thalía confesó que lo que impulsó la creación de este álbum fue que: «Durante los dos últimos años reflexioné y deseché algunos trazos míos que estaban obsoletos, y eso me ha convertido en una mujer más libre y [me] acepto como [soy]», y continuó diciendo que: «tampoco estaba prepara[da] a nivel personal, y consideró que este disco no habría sido igual si lo hubiera grabado en momentos anteriores de [mi] vida».
Por otra parte, Paul Forat vicepresidente de Sony Music Latinoamérica quien tuvo la idea para el proyecto, comentó:

Ha sido el proyecto más desafiante en mis 12 años con Sony.[...] Sentí que sería justo que el público y los medios de comunicación pudieran ver más allá del famoso personaje. Sabía que [Thalía] tenía una voz maravillosa y que en este punto de su carrera estaba lista para interpretar con la intensidad que exigen estas canciones. De eso se trata Thalía Primera Fila.

Cabe mencionar que Thalía comentó que a Pedro Capó lo conoció a través de un video con el tema «Estoy enamorado», de Donato y Estéfano, mientras que con Leonel García se vieron en la ciudad de Miami y tras esto, compusieron dos temas («Cómo» y «Ya lo sabía»). Sobre su colaboración con Sebastian en el tema «Con la duda», la intérprete confesó que «fue como su graduación en la música, como si le hubieran dado su título "con todo y toga y birrete"». Mientras que su participación con Mario Domm en el tema «Equivocada» comentó que «lloró al escucharla en Piano» así que decidieron incluirla. En otra ocasión, se refirió que tanto ellos como todos los músicos involucrados «le dieron una ola de frescura [al disco], ya que podemos ver ahí una nueva propuesta de ritmos y de letra».
Según en palabras de la propia Thalía, se «tardaron un año y dos meses para escoger los temas y hablar con los distintos productores y compositores». Y en otra ocasión reveló lo siguiente:

Estuvimos casi 12 meses escogiendo las canciones, entendiéndolas; me trataban de decir «es que ésta canción es la que…», y yo, «¡no! Me da miedo esa canción, no la quiero cantar, ¡la tienes que cantar porque la vas a cantar!» (le decían), no, no puedo, sí, sí puedes y lo vas a hacer espectacularmente». Y ese permitirme no ser tan rígida, y bajar mi guardia y decir «OK, me voy a doblar, voy a ser flexible y vamos a tratar, tuvo este resultado, y es un resultado que sientes que se te erizan los pelos de la piel, sientes magia, sientes buena música, y conectas con lo que estoy diciendo, con la frase, con la palabra que estoy hablando».

### Grabación
Finalmente, el material se grabó en el Bank United Center de la Universidad de Miami, Florida, a finales de julio de 2009 con Thalía acompañada de doce músicos ante una audiencia selecta de poco más de trescientos invitados tales como su esposo, Tommy Mottola, su madre, Yolanda Miranda Mange, celebridades como Lili Estefan y Angélica Vale y algunos medios de comunicación. Al respecto, la cantante señaló «tener ganas de que sus conciertos fueran íntimos, en lugares pequeños, con el público rodeando el escenario y además dijo sentirse muy bohemia». En previo inicio, añadió con la voz quebrada y lágrimas «que quiso volver a cantar como la niña que una vez fue, esa que interpretaba abierta y honestamente ante el espejo». Duró alrededor de dos horas grabar el material y su costo ascendió a más del millón de dólares estadounidenses según Billboard, algo poco frecuente en producciones de artistas latinoaméricanos. Durante la presentación, Thalía se caracteriza por utilizar pantalones de mezclilla, una blusa sencilla —sin realizar ningún cambio de vestuario— y con poco maquillaje. El cierre del recital fue con la versión «Mujeres» de Ricardo Arjona y terminó diciendo: «Extrañaba los escenarios... extrañaba los micrófonos, gracias por venir y todo esto es para ustedes». Como previo al lanzamiento de la producción en diciembre, Canal de las Estrellas trasmitió un especial llamado Thalía... Primera Fila.
Sobre el recital, Christian Pedraza, corresponsal enviado de Ritmoson latino lo describió como un «romántico y multifacético concierto acústico». Continuó diciendo que [tras la publicación del material] «atrás había quedado los escotes, peinados estrafalarios y atrevidos vestuarios [que habían caracterizado a Thalía]». De hecho, esto resultó notable en todos los medios de comunicación que han comentado en alguna ocasión sobre Thalía y su interpretación en Primera fila, y según el Diario Clarín anteriormente «la artista se subía a los escenarios a bailar a lo femme fatal con trajes ajustados, taco[ne]s altos y maquillaje teatral», pero fue su esposo, Tommy Mottola, quien le propuso este cambio de imagen. Por su parte, Mottola comentó lo siguiente: «Es una transformación, un nuevo comienzo. Conocían a la Thalía 'ícono', ahora van a conocer a la Thalía artista». Por otra parte, la cantante dijo que «Tommy siempre me quiso ver así, nunca entendió por qué tanta producción... decía ¿por qué te pones tantas cosas encima si te ves tan bonita cuando sales de la ducha?» En líneas generales, diversos medios de comunicación coincidieron que tanto la producción como el look utilizado por la cantante, marcaron un «antes y después» en su carrera. Al respecto, la artista en una entrevista concedida en Argentina, señaló que hubo tres factores del cual surgió este cambio: «Su maternidad, su salud [en alusión a la enfermedad de Lyme] y una evolución natural».

## Concepto
«Primera fila» es un «concepto» de presentaciones en directo de la compañía discográfica Sony Music Latin y según el sitio web del programa Ritmoson latino fue Thalía quien decidió llamar «Primera fila» al material. El concepto es parecido al Unplugged de la cadena MTV Networks y Zona Preferente de Warner Music Group; con «recitales íntimos» lanzados en múltiples formatos como DVD o CD y con artistas en su puesta en escena interpretando en versiones acústicas popurrís o temas inéditos. Guillermo Gutiérrez vicepresidente de Sony, asegura que «la intención no es emular a MTV pero el proceso es parecido.[...] El equipo de producción del artista asume el costo y el público accede gratis al show». Tanto Warner como Sony aseguran que «las grabaciones en directo no son una manera de contrarrestar la crisis de la industria sino un escaparate para ofrecer nuevos proyectos». Al respecto, Guillermo Gutiérrez dijo que «cualquier crisis se enfrenta ofreciendo mejores productos para que el consumidor tenga un valor extra».
Otros artistas que han tenido discos con el título de «Primera fila», han sido Vicente Fernández, Fey, Franco de Vita, OV7, Miguel Mateos y los exintegrantes de la banda Timbiriche: Sasha Sokol, Benny Ibarra y Erik Rubín, entre otros.

## Presentación y estilo musical

Logo utilizado tanto en la carátula del álbum como en las presentaciones de los sencillos.

Lanzado en diciembre de 2009 en gran parte del mundo, Primera fila de Thalía mezcla géneros tales como pop latino con ritmos acústicos entre otros estilos con ligeros toques de música electrónica. Caracterizado por contener algunas versiones de sus temas favoritos de exponentes como Ricardo Arjona y Roberto Carlos entre otros, así como un popurrí de algunos de sus éxitos pasados. El diseño de la portada, se develó en octubre de 2009 a través de su sitio web. En él, se puede apreciar a la cantante arrodillada en el escenario, con micrófono en mano y luciendo un atuendo sencillo, conformado por unos pantalones de mezclilla, playera y chaleco.
Durante una entrevista concedida en España en el año 2010, el periódico en línea elmundo.es informó que la cantante iniciaría una gira promocional en los Estados Unidos, la región de América Latina, España y otras naciones en las que la intérprete ha tenido gran recepción como lo es: Grecia, Turquía, Filipinas, Indonesia y Hungría. Finalmente, para promocionar el álbum realizó presentaciones en diferentes medios de comunicación de España, México, Estados Unidos y Argentina. En México por ejemplo, su estadía duró tres días, por lo que generó gran expectativa, ya que durante 4 años nunca promocionó ningún disco en territorio mexicano. Se presentó en programas como lo es Hoy donde interpretó los dos primeros sencillos del álbum acompañada tan solo de una guitarra acústica. Asimismo, la intérprete en una participación constante a través de redes sociales como Twitter, realizó un concurso llamado Mi disfraz de Thalía en dónde regaló algunas copias del disco; en la ciudad de Miami, Florida, se realizó una videoconferencia en dónde además respondió a preguntas de los representantes de medios de comunicación y seguidores, que acudieron a catorce salas de cine de diversas ciudades del territorio mexicano, en las que se programó el evento.
 Inclusive, recibió invitaciones para presentarse en Colombia, Filipinas, Venezuela e Italia entre otros países. Otras presentaciones que hizo, fueron en algunas ceremonias de premiaciones, como del Premio Lo Nuestro ante una audiencia de millones de televidentes en el que ganó inclusive un premio. En algunas ocasiones en la que se presentó sobre un escenario, siguió el «concepto» del disco con una audiencia limitada y vestuarios sencillos. No obstante, en una entrevista con Shangay Express en abril de 2010 comentó que «siempre lleva un drag, así que de vez en cuando gusta de recurrir con looks complejos y voluptuosos, porque en la vida hay que divertirse».

## Sencillos
«Equivocada» es el primer sencillo comercial del disco; escrita por Mario Bernal y Mario Domm y publicada el 7 de octubre de 2009. Según Thalía, es una canción «indispensable en este álbum, porque habla de "cómo las mujeres pueden cambiar sus vidas" después de un amor malogrado». Recibió comentarios positivos de parte de la crítica, quienes algunos la catalogaron como «conmovedora» y otros como una «seductora balada». En Estados Unidos se ubicó en el número ocho del Top Latin Songs, mientras que en el Latin Pop Airplay alcanzó su posición máxima en el lugar dos. El video se colocó como uno de los más vistos dentro de canales de televisión como lo es Ritmoson latino. Inclusive, el sencillo le otorgó un premio American Society of Composers, Authors and Publishers (ASCAP) a Mario Domm.
El segundo sencillo, «Qué será de ti (Como vai você)» publicado el 15 de enero del 2010, es una versión del brasileño Roberto Carlos. En Estados Unidos se ubicó en la lista Hot Latin Songs como número treinta y cinco, mientras en el Latin Pop Airplay alcanzó el puesto trece. El sencillo al igual que el primero, recibió elogios de parte de la crítica, inclusive por el propio Roberto Carlos.
El tercer sencillo, «Estoy enamorado» es una colaboración con el puertorriqueño Pedro Capó y fue lanzado únicamente en México, Puerto Rico y Estados Unidos. Se ubicó en el primer lugar de las listas en México, no obstante su paso en las listas de música latina en Estados Unidos fue moderada, ya que en el Hot Latin Songs alcanzó su posición máxima en el lugar veintiocho, aunque en el Latin Pop Airplay se ubicó en el número seis. Recibió comentarios positivos de algunos críticos.
«Enséñame a vivir», es el cuarto sencillo del material; fue lanzado junto a «Estoy enamorado» aunque este únicamente se puso a la venta en España y Argentina. Se trata de una versión adaptada de la intérprete sobre el original del cantante y compositor Reyli. Recibió críticas positivas, aunque no se ubicó en las listas de países como Estados Unidos.
En la producción también incluyó un popurrí de algunos de sus éxitos pasados que son: «Entre el mar y una estrella», «Piel morena», «No me enseñaste» y «Amor a la mexicana». Al respecto, la cantante señaló:

No pude resistirme a homenajear a todos los que, con su apoyo incondicional, han escrito mi historia. Ellos hicieron esas canciones realidad, junto con mis sueños. No puedo olvidar esas primeras canciones, como nunca olvido a ninguno de mis fanes.

## Recepción

### Crítica

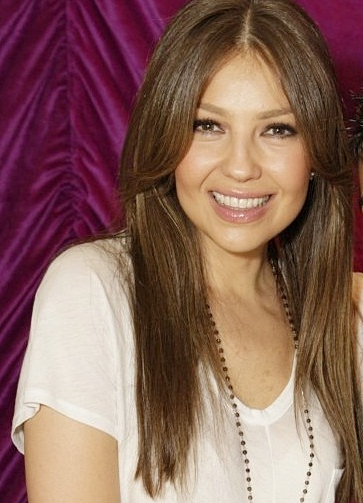
Thalía en 2011. Para el álbum Primera fila, Thalía adoptó una imagen más «natural» al vestir de manera casual en su actuación frente a una audiencia limitada. Esto resultó notable puesto que la prensa mencionó que el público la veía previamente como un «símbolo sexual y una cantante de plástico».

El álbum recibió críticas buenas y representó el «gran regreso de Thalía» luego de su declive comercial con Lunada (2008). Jason Birchmeier de Allmusic le dio una calificación de 4,5 estrellas, de un total de 5 y comentó que es «uno de los mejores lanzamientos [de Thalía] a la fecha, y el más sorprendente». James Christopher Monger de ese mismo sitio, si bien no fue muy abundante en su crítica, elogió su equipo de producción. Mientras que el sitio web Amazon.com lo describió como «íntimo, mágico, real e inolvidable». Sigal Ratner del periódico The San Diego Tribune felicitó la interpretación de Thalía y opinó que con [Primera fila] «logra brindar una de las actuaciones más maduras que haya ofrecido en su carrera». Sandra Mendoza Ortiz de Univision comentó al incluirla en la lista Poder latino en Estados Unidos —dónde incluyó a las celebridades latinas que más han triunfado en ese territorio— que «con Primera fila Thalía demostró que en realidad canta». Otros comentarios como el del cantante Joan Sebastian coincidieron con el de Sandra. Angélica Gisel Mora de American Online lo describió como su «álbum más arriesgado e innovador de su carrera hasta el momento». Russell Rúa del periódico Primera Hora de Puerto Rico comentó:

Casi siempre se le ve en presentaciones en televisión utilizando pista de voz, y nunca ha ofrecido un concierto en Puerto Rico. Es por eso que, durante sus dos décadas de trayectoria como cantante solista, muchos se preguntaban si, realmente, la mexicana Thalía posee talento vocal o simplemente era un producto sacado de sus exitosas telenovelas de la década de 1990. La respuesta finalmente llegó.[...] El resultado: impresionante. La artista desató su voz como nunca lo había hecho, con sinceridad y potencia, y alejada de coreografías, brillo y maquillaje.

Michael Quaid de Enelshow.com calificó con cuatro estrellas de cinco al álbum (calificación excelente) y si bien comentó que no le había conmovido en lo absoluto el estilo «humilde, para dejar en claro que ya no es aquella cantante despilfarradora y ostentosa que salía al escenario con mil bailarines para tapar alguna deficiencia vocal», Thalía siempre ha tenido la virtud de poseer una voz con grandes alcances añadió. Edwin P. Iturbide de la revista Emet, elogió tanto la interpretación de Thalía como cada detalle de la producción diciendo: «[...] [que] al oírla, al verla, sentirás eso que quiere trasmitir: sencillez, talento, y un  licuado de emociones al regresar a su lugar; a un escenario con músicos y millones de personas que están listas para oírla y verla: plena, grande, reina, como es, transparente, magna, simplemente THALIA». Daniel Kemich Reyes Hernández de esa misma publicación, si bien comentó que «Thalia aparte de ser un producto del marketing y sin gran cosa en cuanto a temporadas cortas de éxito, solo por moda, por época, o por género» siguió diciendo que en «esta producción demuestra un buen manejo de voz y madurez.[...] con sinceridad y potencia, y alejada de coreografías, brillo y maquillaje. Un disco lleno de buenas cosas: baladas románticas inéditas». Sin duda fue un acierto porque a pesar de la ya poca credibilidad de su imagen como cantante, demuestra que con total neutralidad, ropa casual, cabello recogido y un maquillaje poco visible, borró toda duda de su calidad interpretativa. Y se enfocó en entregar a su público lo mejor de su voz concluyó. No obstante, David Dorantes del periódico Houston Chronicle en una crítica variada dijo que «Primera fila, es un disco muy bien producido, pero que se queda corto como trabajo acústico comparado con el de otro ícono del pop mexicano, Julieta Venegas, por ejemplo.[...] Los arreglos no son muy interesantes y se quedan en el lugar común de la música pop». Finalmente, Álex Madrigal de El Universal dijo que «la picadura de una garrapata, que puso en grave riesgo su salud, la hizo tomar la decisión de alejarse del pop básico y de las canciones vacías para convertirse en una intérprete con "una nueva sustancia"».
En respuesta a la recepción crítica, la cantante confesó que no esperaba lograr ventas o reconocimientos con este material discográfico en directo, y que el mejor premio que ha recibido desde que lanzó Primera fila es que los críticos de sus trabajos anteriores le han llamado para felicitarla. Después siguió hablando y expuso:

Los que criticaban mi música y me catalogaban de 'producto de marketing' me escriben ahora para decirme que han llorado con este disco. Ese es el mejor premio que me han podido dar.

Por otra parte, en lo que respecta al notable cambio de vestimenta, Ana Enríquez del sitio web About.com comentó que «Thalía sorprendió positivamente con un look mucho más fresco, juvenil y sencillo, que no solo resaltaba su belleza y permitía apreciar mejor [su] talento, sino que visualmente la colocó muy lejos de la imagen de sex symbol que siempre proyectó a la par de su música» concluyó diciendo que «luciendo jeans, tenis, camiseta de algodón y un simple chaleco cautivó, como siempre, a su público. Eso sí, su abundante y larga melena ha sido a lo largo de su carrera su fiel compañera».
En el lanzamiento del documental Las muchas vidas de Thalía, la intérprete habla más al respecto diciendo que «la imagen de glamour que ha acompañado su carrera y los comentarios que han surgido sobre ella llevaron a que se pusiera en tela de juicio sus capacidades como intérprete». Sin embargo, admitió que no se sentía víctima porque inclusive, muchas veces no hizo nada para detener lo que se decía y que en otras, alimentó ella misma esos comentarios.

### Comercial
El álbum consiguió un éxito inmediato en México, ya que debutó en el puesto uno tanto en las listas físicas y digitales de los más vendidos. En Estados Unidos, debutó como número uno en las listas Top Latin Albums y Latin Pop Albums, superando a Andrea Bocelli y Jenni Rivera con Mi navidad y La gran señora, respectivamente. En el Billboard 200 alcanzó su posición máxima en el puesto 169. En Brasil, se ubicó como el disco más vendido de ese territorio. También se posicionó entre los más vendidos en diferentes países de la región América Latina. En Europa, precisamente en Grecia, se ubicó en el número seis superando a cantantes como Lady Gaga, Timbaland, Westlife y The Black Eyed Peas entre otros y permaneció un total de tres semanas en las listas de popularidad. No obstante, en España alcanzó únicamente el número treinta y dos y permaneció doce semanas.
En Brasil, el material había obtenido doble disco de platino en el 2009. A finales de 2010, Sony Music informó que el álbum había sido certificado con disco de oro en Argentina por la Cámara Argentina de Productores de Fonogramas y Videogramas (CAPIF). En la región de América Central obtuvo la certificación disco de platino a finales de 2011. Sony Music Venezuela a través de Twitter, informó que el álbum había alcanzado cuatro discos de Platino en esa nación.
En México logró un éxito sin precedentes, ya que fue certificado con disco de oro al día de su publicación según informó el portal Esmas. Posteriormente se fueron complementando con más discos de Platino; en abril de 2010 fue certificado con doble disco de platino al sobrepasar las 150 000 unidades, mientras que tres meses más tarde ya había logrado cuatro discos de Platino al vender más de 240 000 ejemplares. En octubre de ese mismo año, a través de la red social Twitter, Sony Music de México informó que el álbum con más de 300 000 copias, ya había logrado ser disco de Diamante en el territorio mexicano, ubicándose en el top cinco durante cuarenta y cinco semanas. Al respecto, Manual Cuevas vicepresidente de la compañía disquera de ese país comentó: «La gente se dio cuenta, conectó con las canciones desde un principio. Para nosotros como compañía era complicado porque veías la trayectoria que ella tenía y nunca había tenido un boom tan fuerte... la gente más que nunca le tiene una credibilidad como artista más que el glamour que tenía». Durante todo ese año se mantuvo en el primer lugar en varias ocasiones, muy por encima de artistas como Justin Bieber, Shakira, Susan Boyle, Metallica, Britney Spears, Kesha, Miley Cyrus, Alejandro Fernández, David Guetta, Vicente Fernández, Michael Jackson y Madonna entre muchos más. Inclusive, en ese año se convirtió en el único músico en lograr dicha certificación en México, y a finales de ese año se mantuvo entre los diez más vendidos. De hecho, en 2010 se le consideró como el álbum de música pop latino más exitoso en todo el mundo. Para el primer semestre de 2011, Primera fila había alcanzado otros dos disco de platino y uno de Oro al vender más de 450 000 unidades en territorio mexicano. En marzo de 2012, con 117 semanas en las listas de popularidad en México, ya había vendido más de 500 000 ejemplares, por lo que su compañía disquera le entregó un reconocimiento especial. En la semana del 9 al 15 de julio, Primera fila ya en el puesto sesenta y seis era el disco con más permanencia en la lista al estar 138 semanas, número muy superior al de otros álbumes. Se codeó con The Immaculate Collection (1990), álbum de Madonna y Club Life Volume Two: Miami de Tiësto.

Siempre quise hacer un disco en vivo, pero no tenía el cómplice ideal ni el respaldo suficiente.[...] Primera fila es un disco muy humilde. Yo no esperaba nada, quizá porque he sido muy impaciente, muy imprudente en mis expectativas con discos pasados.[...] Si mañana muriera, este disco sería mi gran legado musical, porque cada interpretación viene desde mis entrañas
Thalía hablando en referencia al éxito obtenido de Primera fila.

Tan solo en enero de 2011, había comercializado 700 000 copias entre España, Estados Unidos y algunos países de América Latina. Inclusive, se convirtió desde su debut en el músico con mayores ventas en ese período de su sello discográfico. David Palafox, promotor de Sony Music comentó «que Thalía es la artista que más vende, y es de nuestra disquera.[...] desde que lanzó Primera fila no ha dejado de vender» concluyó. Primera fila he comercializado alrededor de 2 millón de copias en el mundo.

## Relanzamiento y otros formatos
Tras cumplir un año en el mercado, Thalía y Sony Music publicaron la reedición bajo el título de Primera fila... Un año después. El motivo, según Thalía durante una entrevista telefónica con El Nuevo Herald fue que: «Después de toda esa energía tan positiva que recibió, decidieron hacer una edición especial para celebrar la confianza que el público le dio». En la reedición, incluyó los temas inéditos «Pienso en ti» de su álbum debut y «Ay amor», versión del grupo mexicano Flans, respectivamente, así como una versión dance de «Enséñame a vivir» y del tema «Equivocada» en género bachata. Sobre las canciones inéditas, en una entrevista con la revista Viva en Costa Rica dijo «"Pienso en ti" fue mi primer gran éxito romántico de mi carrera cuando inicié como solista. Es como un remake nostálgico y quedó increíble». El material se ubicó en la posición dieciocho de la lista Latin Pop Albums de Billboard en Estados Unidos. Como sencillo para su promoción, se publicó el tema «Con la duda» acompañada junto a Joan Sebastian.
Asimismo, lo acompañó con un documental titulado Las muchas vidas de Thalía con una duración total de 45 minutos que contiene escenas filmadas en una sala y dormitorio de la residencia de la artista, así como imágenes del detrás de escena de la grabación del disco. Inclusive, la producción inspiró en gran manera a la intérprete para escribir su libro Cada día más fuerte (en inglés: Growing stronger) del que cabe resaltar, se mantuvo en el primer lugar en plataformas como Amazon, superando a personalidades como Steve Jobs. Además de en CD y DVD, la producción en su versión original se puso a la venta en formato Blu-ray Disc para la Región A/1 —América, Asia Oriental (excepto China continental y Mongolia), el sureste de Asia y otros países— con una resolución de 1080p por 48kHz de compresión de audio Dolby Digital 5.1. También fue lanzado en video NTSC en diferentes partes del mundo, y en formato EP. Este último, se ubicó en el puesto seis del Latin Pop Albums y veinte del Top Latin Albums, y de acuerdo con Nielsen SoundScan, el EP y el empaque DVD + CD, habían comercializado más de 90 000 mil copias en Estados Unidos para agosto de 2010.

## Premios y nominaciones
La producción obtuvo varios premios y nominaciones en ceremonias a lo mejor de la música latina. A continuación, algunos de ellos:
| Premio                               | Categoría                         | Trabajo              | Receptor | Resultado | Ref.            |
| ------------------------------------ | --------------------------------- | -------------------- | -------- | --------- | --------------- |
| Premios Grammy Latino (2010)         | Mejor video musical versión larga | Primera fila: Thalía | Thalía   | Nominada  | [ 167 ]         |
| Premios Oye! (2010)                  | Español: Álbum del año            | Primera fila: Thalía | Thalía   | Nominada  | [ 168 ]         |
| Premios Oye! (2010)                  | Pop español: Solista femenina     | Ella misma           | Thalía   | Ganadora  | [ 14 ]          |
| Premios Orgullosamente Latino (2010) | Disco latino                      | Primera fila: Thalía | Thalía   | Nominada  | [ 169 ] [ 170 ] |
| Premios Orgullosamente Latino (2010) | Solista latina                    | Ella misma           | Thalía   | Nominada  | [ 169 ] [ 170 ] |

## Posicionamiento en listas musicales
| Argentina      | Argentina Albums Charts | 2   |
| España         | Top 100 Álbumes         | 32  |
| Estados Unidos | Top Latin Albums        | 1   |
| Estados Unidos | Latin Pop Albums        | 1   |
| Estados Unidos | Billboard 200           | 198 |
| Grecia         | Top 50 Foreign Albums   | 6   |
| México         | México Top 100          | 1   |
| México         | Mixup (lista digital)   | 1   |
| México         | iTunes (lista digital)  | 1   |

| Estados Unidos | Top Latin Albums | 20 |
| Estados Unidos | Latin Pop Albums | 6  |

### Certificaciones
| País/Continente | Organismo certificador | Certificación     | Simbolización | Ventas  | Ref.            |
| --------------- | ---------------------- | ----------------- | ------------- | ------- | --------------- |
| Argentina       | CAPIF                  | 2× Platino        |               | 20,000  | [ 139 ] [ 173 ] |
| México          | AMPROFON               | 2× Diamante + Oro |               | 630,000 | [ 12 ] [ 174 ]  |
| Venezuela       | Avimpro                | 4× Platino        | _             | 40,000  |                 |

## Lista de canciones
- Edición estándar[1]

| Primera fila: Thalía |                                                                                       |                                                                     |          |  |
| N.º                  | Título                                                                                | Escritor(es)                                                        | Duración |  |
| 1.                   | «Cosiéndome el corazón»                                                               | Raúl Ornelas                                                        | 4:21     |  |
| 2.                   | «Enséñame a vivir»                                                                    | Reyli Barba                                                         | 4:22     |  |
| 3.                   | «Qué será de ti (Como vai você)»                                                      | Antonio Marcos y Mario Marcos                                       | 4:38     |  |
| 4.                   | «Cómo»                                                                                | Thalía y Leonel García                                              | 4:22     |  |
| 5.                   | «El próximo viernes»                                                                  | Espinoza Paz                                                        | 4:07     |  |
| 6.                   | «Medley (Entre el mar y una estrella/Piel morena/No me enseñaste/Amor a la mexicana)» | Estéfano, Marco Flores, Mario Pupparo, Julio Reyes y Kike Santander | 7:48     |  |
| 7.                   | «Estoy enamorado» (dueto con Pedro Capó)                                              | Alonso Salgado Fabio y Donato Póveda                                | 4:39     |  |
| 8.                   | «Equivocada»                                                                          | María Bernal y Mario Domm                                           | 4:02     |  |
| 9.                   | «Brindis»                                                                             | Afo Verde                                                           | 4:34     |  |
| 10.                  | «Con la duda» (dueto con Joan Sebastian)                                              | Joan Sebastian                                                      | 3:16     |  |
| 11.                  | «Cuando te beso»                                                                      | Juan Luis Guerra                                                    | 3:51     |  |
| 12.                  | «Ya lo sabía»                                                                         | Thalía y Leonel García                                              | 3:08     |  |
| 13.                  | «Mujeres»                                                                             | Ricardo Arjona                                                      | 3:29     |  |
| 56:40                |                                                                                       |                                                                     |          |  |

| USA |                                                                              |                                                                     |          |  |
| N.º | Título                                                                       | Escritor(es)                                                        | Duración |  |
| 1.  | «Qué será de ti (Como vai você)»                                             | Antonio Marcos y Mario Marcos                                       | 4:38     |  |
| 2.  | «Equivocada»                                                                 | Maria Bernal y Mario Domm                                           | 4:02     |  |
| 3.  | «Entre el mar y una estrella/Piel morena/No me enseñaste/Amor a la mexicana» | Estéfano, Marco Flores, Mario Pupparo, Julio Reyes y Kike Santander | 7:48     |  |
| 4.  | «Con la duda» (dueto con Joan Sebastian)                                     | Joan Sebastian                                                      | 3:16     |  |
| 5.  | «Estoy enamorado» (dueto con Pedro Capó)                                     | Alonso Salgado Fabio y Donato Póveda                                | 4:39     |  |
| 6.  | «Ay, amor»                                                                   | Mariano Pérez, José Antonio García Morato y Carlos Gómez            | 3:57     |  |
| 7.  | «Pienso en ti»                                                               | Áureo Baqueiro                                                      | 4:49     |  |

| Primera fila... Un año después CD |                                          |                                      |          |  |
| N.º                               | Título                                   | Escritor(es)                         | Duración |  |
| 1.                                | «Estoy enamorado» (dueto con Pedro Capó) | Alonso Salgado Fabio y Donato Póveda | 4:39     |  |
| 2.                                | «Brindis»                                | Afo Verde                            | 4:34     |  |
| 3.                                | «Cómo»                                   | Thalía y Leonel García               | 4:22     |  |
| 4.                                | «Qué será de ti (Como vai você)»         | Antonio y Marco Flores               | 4:38     |  |
| 5.                                | «Con la duda» (dueto con Joan Sebastian) | Joan Sebastian                       | 3:16     |  |
| 6.                                | «Ay amor»                                | Mariano Pérezo                       | 3:52     |  |
| 7.                                | «Pienso en ti»                           | Áureo Baqueiro                       | 4:49     |  |
| 8.                                | «Enséñame a vivir» (Dance Remix)         | Reyli Barba                          | 4:22     |  |
| 9.                                | «Equivocada»                             | Maria Bernal y Mario Domm            | 4:02     |  |

| Primera fila... Un año después [Mexican Edition] CD |                                                                                      |                                                                     |          |  |
| N.º                                                 | Título                                                                               | Escritor(es)                                                        | Duración |  |
| 1.                                                  | «Cosiéndome el corazón»                                                              | Raúl Ornelas                                                        | 4:21     |  |
| 2.                                                  | «Enséñame a vivir»                                                                   | Reyli Barba                                                         | 4:22     |  |
| 3.                                                  | «Qué será de ti (Como vai você)»                                                     | Antonio Marcos y Mario Marcos                                       | 4:38     |  |
| 4.                                                  | «Cómo»                                                                               | Leonel García, Thalía Sodi                                          | 4:19     |  |
| 5.                                                  | «El próximo viernes»                                                                 | Espinoza Paz                                                        | 4:07     |  |
| 6.                                                  | «Medley: Entre el mar y una estrella/Piel morena/No me enseñaste/Amor a la mexicana» | Estéfano, Marco Flores, Mario Pupparo, Julio Reyes y Kike Santander | 7:48     |  |
| 7.                                                  | «Estoy enamorado» (dueto con Pedro Capó)                                             | Alonso Salgado Fabio y Donato Póveda                                | 4:39     |  |
| 8.                                                  | «Equivocada»                                                                         | Maria Bernal y Mario Domm                                           | 4:02     |  |
| 9.                                                  | «Brindis»                                                                            | Afo Verde                                                           | 4:34     |  |
| 10.                                                 | «Con la duda» (dueto con Joan Sebastian)                                             | Joan Sebastian                                                      | 3:16     |  |
| 11.                                                 | «Cuando te beso»                                                                     | Juan Luis Guerra                                                    | 3:51     |  |
| 12.                                                 | «Ya lo sabía»                                                                        | Thalía y Leonel García                                              | 3:08     |  |
| 13.                                                 | «Mujeres [Bonus Track]»                                                              | Ricardo Arjona                                                      | 3:29     |  |
| 14.                                                 | «Ay amor»                                                                            | Mariano Pérezo                                                      | 3:52     |  |
| 15.                                                 | «Pienso en ti»                                                                       | Áureo Baqueiro                                                      | 4:49     |  |
| 16.                                                 | «Enséñame a vivir» (Dance Remix)                                                     | Reyli Barba                                                         | 4:22     |  |
| 17.                                                 | «Equivocada» (Bachata Version)                                                       | Maria Bernal y Mario Domm                                           | 4:02     |  |

### Otros formatos
- Blu-ray Disc (Región A/1)

- «Ya lo sabía» (Galería de fotos)
- Thalía en Primera Fila Documentary
- «Cosiéndome el corazón»
- «Enséñame a vivir» (Spoken word)
- «Enséñame a vivir»
- «Qué será de ti (Como vai você)» (Spoken word)
- «Qué será de ti (Como vai você)»
- «Cómo»
- «El próximo viernes» (Spoken word)
- «El Próximo Viernes»
- Popurrí: «Entre el mar y una estrella/Piel morena/No me enseñaste/Amor a la mexicana»  (Spoken word)
- «Estoy enamorado» (Spoken word)
- «Estoy enamorado» (con Pedro Capó)
- «Brindis» (Spoken word)
- «Brindis»
- «Con la duda» (Spoken word)
- «Con la duda» (con Joan Sebastian)
- «Cuando te beso»
- «Mujeres»

- NTSC y

- «Enséñame a vivir»
- Thalía En Primera Fila Documentary (Video) (Las muchas vidas de Thalía)
- «Consiéndome el corazón» (Video dolby version)
- «Enséñame a vivir» (Spoken word) / «Enséñame a vivir» (Video dolby version)
- «Qué será de ti (Como vai você)» (Spoken word) / «Qué será de ti (Como vai você)» (Video dolby version)
- «Cómo» (Video dolby version)
- Popurrí: «Entre el mar y una estrella/Piel morena/No me enseñaste/Amor a la mexicana»  (Spoken word)
- «Estoy enmorado» (Spoken word) / «Estoy enmorado» (Video dolby version)
- «Equivocada» (Video dolby version)
- «Brindis» (Spoken word) / «Brindis» (Video dolby version)
- «Con la duda» (Spoken word) / «Con la duda» (Video dolby version)
- «Cuando te beso» (Video dolby version)
- «Ya lo sabía» (Video dolby version)
- «Mujeres» (Video dolby version)

## Créditos y personal
- Thalía - Compositora, voz

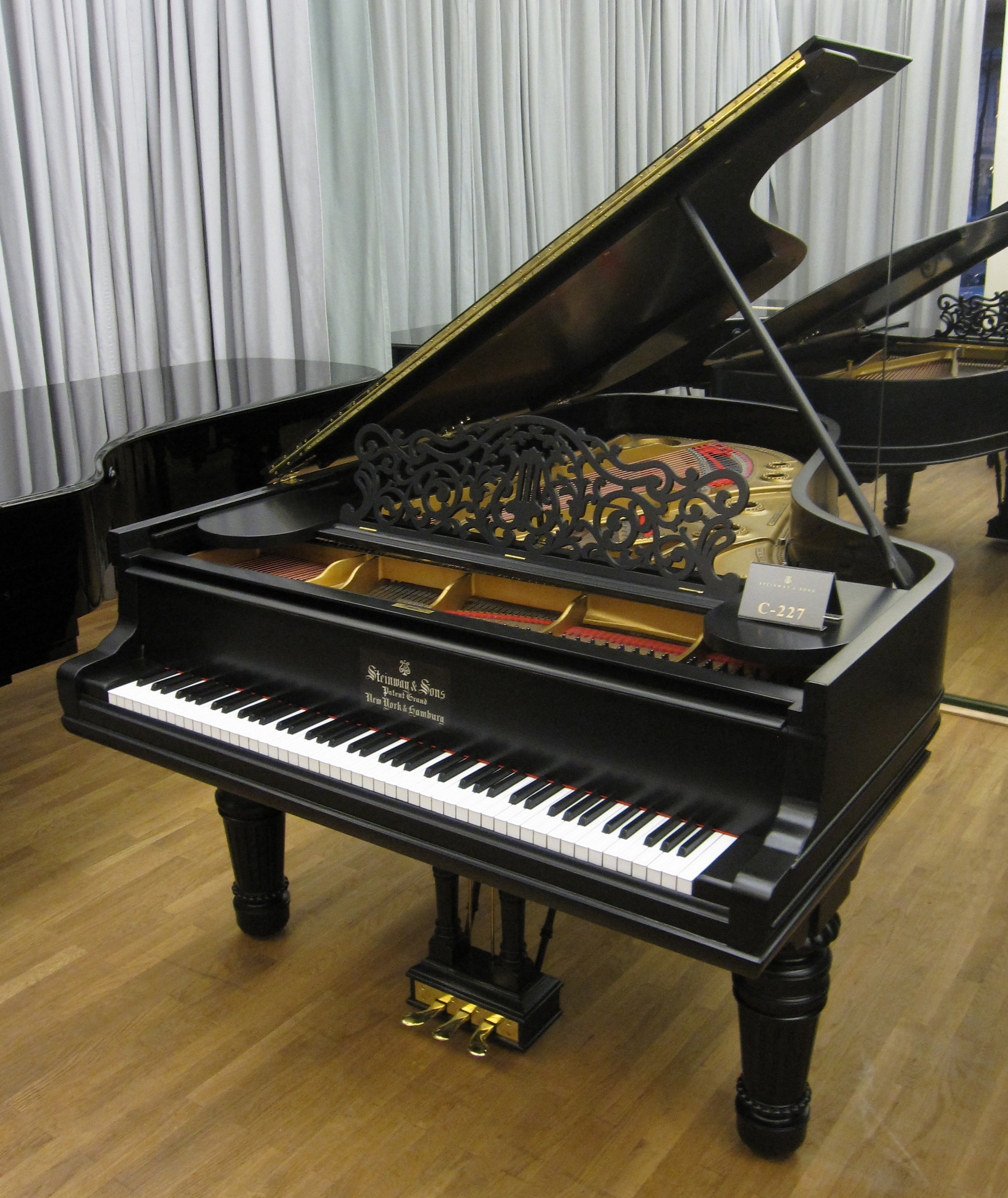
Durante su producción se utilizaron varios instrumentos de teclado. En la imagen, un piano en Viena, Austria.

- Tommy Mottola - Productor ejecutivo[176]
- Joan Sebastian - Artista invitado, compositor
- Cheche Alara - Arreglista, piano, piano Rhodes
- Áureo Baqueiro - Director de video, arreglista
- Nate Morton - Batería
- Cristina Abaroa - Preparación de música
- Joanne Oriti - Productor asociado
- Justin Moskevich - Pro Tools
- Matt Rohde - Wurlitzer
- Shari Girdlestone - Contratista
- Isabel de Jesús - A&R
- Nahuel Lerara - Director[176]
- Compositores - Kike Santander, Mario Domm, Leonel García, Espinoza Paz, Ricardo Arjona, Juan Luis Guerra, Reyli, Maria Bernal, Estéfano, Alonso Salgado Fabio, Marco Flores, Antonio Marcos, Mario Marcos, Raúl Ornelas, Donato Póveda, Mario Puparro, Julio Reyes, Afo Verde
- Coristas - Ileana Vogel, Carlos Murguía, Leyla Hoyle

Fuentes: Allmusic y MSN.